# Triptofan
Triptofan je esencijalna aminokiselina, (u ljudskoj prehrani). Jedna je od 20 uobičajenih aminokiselina u genetičkom kodu, odgovoran kodon je UGG. U belančevinama sisara pojavljuje se samo L-stereoizomer, dok se D-stereoizomer povremeno nalazi u prirodnim materijalima. Triptofan se od ostalih aminokiselina razlikuje po indolnom prstenu u svojoj strukturi.

## Uloga
Za mnoge organizme i ljude, triptofan je esencijalna aminokiselina. Što znači da ne može da se sintetizuje u organizmu već je potrebno da se unese hranom. Glavna uloga aminokiselina, uključujući triptofan, je izgradnja proteina (belančevina). Osim toga, triptofan ima i dodatnu ulogu, izgrađuje:
- Serotonin (5-Hidroksitriptamin, 5-HT) (Neurotransmiter) - preko triptofan hidroksilaze.
- Melatonin (Neuro Hormon) - iz serotonina preko 5-hidroksiindol-O-metiltransferaze
- Niacin (Vitamin B3)

## Triptofan u medicini
Metabolit triptofana 5-hidroksitritpofan (5-HTP) predložen je za lečenje epilepsije.
5-HTP se u organizmu brzo raspada na 5-HT - Serotonin stoga može biti pogodan i za lečenje depresije, manjkavost tome je što serotonin kratko ostaje u organizmu jer ga brzo metabolizuje monoamina oksidaza. U Evropi se nalazi u prodaji pod trgovačkim imenom Cincofarm i Tript-OH.

## Literatura
- Даринка Кораћевић; Гордана Бјелаковић; Видосава Ђорђевић. Биохемија. савремена администрација. ISBN 978-86-387-0622-8.

## Spoljašnje veze
- Mediji vezani za članak Triptofan na Vikimedijinoj ostavi
- Bionet škola Архивирано на веб-сајту  (2. март 2014)